# Svetlana Kuzina
Svetlana Vladimirovna Kuzina (in russo Светлана Владимировна Кузина?; 8 giugno 1975) è un'ex pallanuotista russa, vincitrice di una medaglia di bronzo ai giochi olimpici di Sydney 2000.